# Wiktor Briuchanow
Wiktor Pietrowicz  Briuchanow, ros. Ви́ктор Петро́вич Брюха́нов (ur. 1 grudnia 1935 w Taszkencie, zm. 13 października 2021 w Kijowie) – radziecki inżynier i działacz polityczny, dyrektor Czarnobylskiej Elektrowni Jądrowej w latach 1970–1986. Delegat XXVII Zjazdu Komunistycznej Partii Związku Radzieckiego. Jedna z kluczowych postaci podczas awarii elektrowni w Czarnobylu.

## Życiorys
Dzieciństwo spędził w Angrenie. Ukończył energetykę na politechnice w Taszkencie, po czym pracował w zawodzie w elektrowni cieplnej w Argenie, a od 1966 w analogicznej elektrowni w Słowiańsku. W 1970 otrzymał nominację na stanowisko dyrektora budującej się elektrowni atomowej w Czarnobylu. Przeniósł się do tego miasta, a w 1971 do Prypeci. Był dyrektorem budowy elektrowni od samego początku aż do 1986 i za jego kierownictwa wzniesiono i uruchomiono cztery reaktory, a dwa kolejne zbudowano częściowo. Mimo otrzymania dawki 250 remów przeżył jej awarię. W maju 1986 został zwolniony ze stanowiska dyrektora, w lipcu usunięto go z partii, a w następnym miesiącu aresztowano. W lipcu 1987 osądzony i skazany na 10 lat więzienia jako jeden z trzech głównych winnych katastrofy (naczelny inżynier Nikołaj Fomin i zastępca naczelnego inżyniera Anatolij Diatłow otrzymali ten sam wyrok). Zwolniony przedterminowo we wrześniu 1991. Po oswobodzeniu kontynuował pracę w elektrowni czarnobylskiej, po jej zamknięciu podjął pracę w innym przedsiębiorstwie energetycznym.

## Odznaczenia
- Order Czerwonego Sztandaru Pracy (1978)
- Order Rewolucji Październikowej (1983)